# العودة إلى بابل (فلم)
«العودة إلى بابل» هو فيلم وثائقي للمخرج العراقي عباس فاضل تجري احداثة في العراق عام 2002.
الفلم شارك في الكثير من المهرجانات الدولية (قرطاج، باريس، مارسيليا، توبنجن، بياريتس...) كما عرضته قنوات التلفيزيون في فرنسا وكندا وسويسرا وبلجيكا.

## الملخص
يعود عباس فاضل إلى وطنه العراق وإلى مسقط رأسه بابل بعد اعوام طويله في الغربة. ويتساءل: «ما الذي جرى لأصدقائي؟ ماذا قدّمت لهم الحياة؟ وما كانت ستقّدمه لي لو لم أختر طريق الغربة؟» يصور الفيلم بحث المخرج عن جواب لتساؤلاته، من خلال تجواله في بابل ولقاءاته مع أهلها، كما يبيّن الوضع الذي يعيشه العراق ومواطنوه، وكذلك آثار الحظر الذي فرضته الأمم المتحدة عليه، ومخلّفات الحرب العراقية الإيرانية وحرب الخليج الثانية.
- العنوان العالمي: Back to Babylon
- العنوان الفرنسي: Retour à Babylone
- إخراج:عباس فاضل
- تصوير:عباس فاضل، عامر علوان
- مونتاج: سيلفي غادمر
- موسيقى: سامي قفطان
- إنتاج: أفلام آغات (فرنسا)، القناة الفرنسية الخامسة

## وصلات
- العودة إلى بابل على موقع IMDb (الإنجليزية)
- العودة إلى بابل على موقع ألو سيني (الفرنسية)
- العودة إلى بابل على موقع قاعدة بيانات الفيلم (الإنجليزية)
- العودة إلى بابل على موقع ليتربوكسد (الإنجليزية)
- العودة إلى بابل على موقع كينوبويسك (الروسية)
- موقع الفيلم (بالإنجليزية)
- موقع الفيلم (بالفرنسية)
- صورالفيلم
- فيديو- المخرج عباس فاضل يتحدث عن تجربته السينمائيه وأعماله على يوتيوب